# Pluvigner
Pluvigner (tiếng Breton: Pleuwigner) là một xã ở tỉnh Morbihan trong vùng Bretagne tây bắc Pháp. Xã này có diện tích 82,83 km², dân số năm 1999 là 5428 người. Khu vực này có độ cao t 17-146 mét trên mực nước biển.
Cư dân của Pluvigner danh xưng trong tiếng Pháp là Pluvignois.
.

## Tiếng Bretagne
Xã này đã phát động một kế hoạch song ngữ thông qua Ya d’ar brezhoneg ngày November the 9th of 2006.
Năm 2007, có 9,4% trẻ em học trường song ngữ ở cấp tiểu học.
Thị trấn này kết nghĩa với Cahirciveen, hạt Kerry, Ireland  since 1984.